# Década de 40 a.C.
Séculos: Século II a.C. – Século I a.C. – Século I
Décadas: 70 a.C. 60 a.C. 50 a.C. - 40 a.C. - 30 a.C. 20 a.C. 10 a.C. 0 a.C.6ui

## Anos
49 a.C. | 48 a.C. | 47 a.C. | 46 a.C. | 45 a.C. | 44 a.C. | 43 a.C. | 42 a.C. | 41 a.C. | 40 a.C.